# Peugeot Type 71
La Peugeot Type 71 est un modèle d'automobile produit par le constructeur français Peugeot en 1904.